# A Word in Spanish
A Word in Spanish è un brano composto ed interpretato dall'artista britannico Elton John; il testo è di Bernie Taupin.

## Il brano
Proveniente dall'album del 1988 Reg Strikes Back (ne costituisce la seconda traccia), si caratterizza come una delle rarissime canzoni pop di stampo latino nella grande produzione discografica eltoniana. John suona le tastiere, accompagnato da Davey Johnstone alle chitarre, Charlie Morgan alla batteria e David Paton al basso. Fred Mandel si occupa dei sintetizzatori, mentre ai cori si cimentano Dee Murray, Nigel Olsson e il già citato Johnstone (presente anche nel videoclip della canzone). Il titolo del testo vuol dire letteralmente Una Parola In Spagnolo.
A Word In Spanish, pubblicata come singolo nel 1988, riuscì a guadagnare una #19 USA; il successo più grande si ebbe comunque in Italia, pur se ritardato. Elton, infatti, eseguì il brano al Festival di Sanremo 1989 ed esso riuscì a conseguire una #6.

## Formazione
- Elton John: voce, tastiere
- Davey Johnstone: chitarre, cori
- David Paton: basso
- Fred Mandel: sintetizzatore
- Charlie Morgan: batteria
- Dee Murray: cori
- Nigel Olsson: cori